# Établissements Terrot

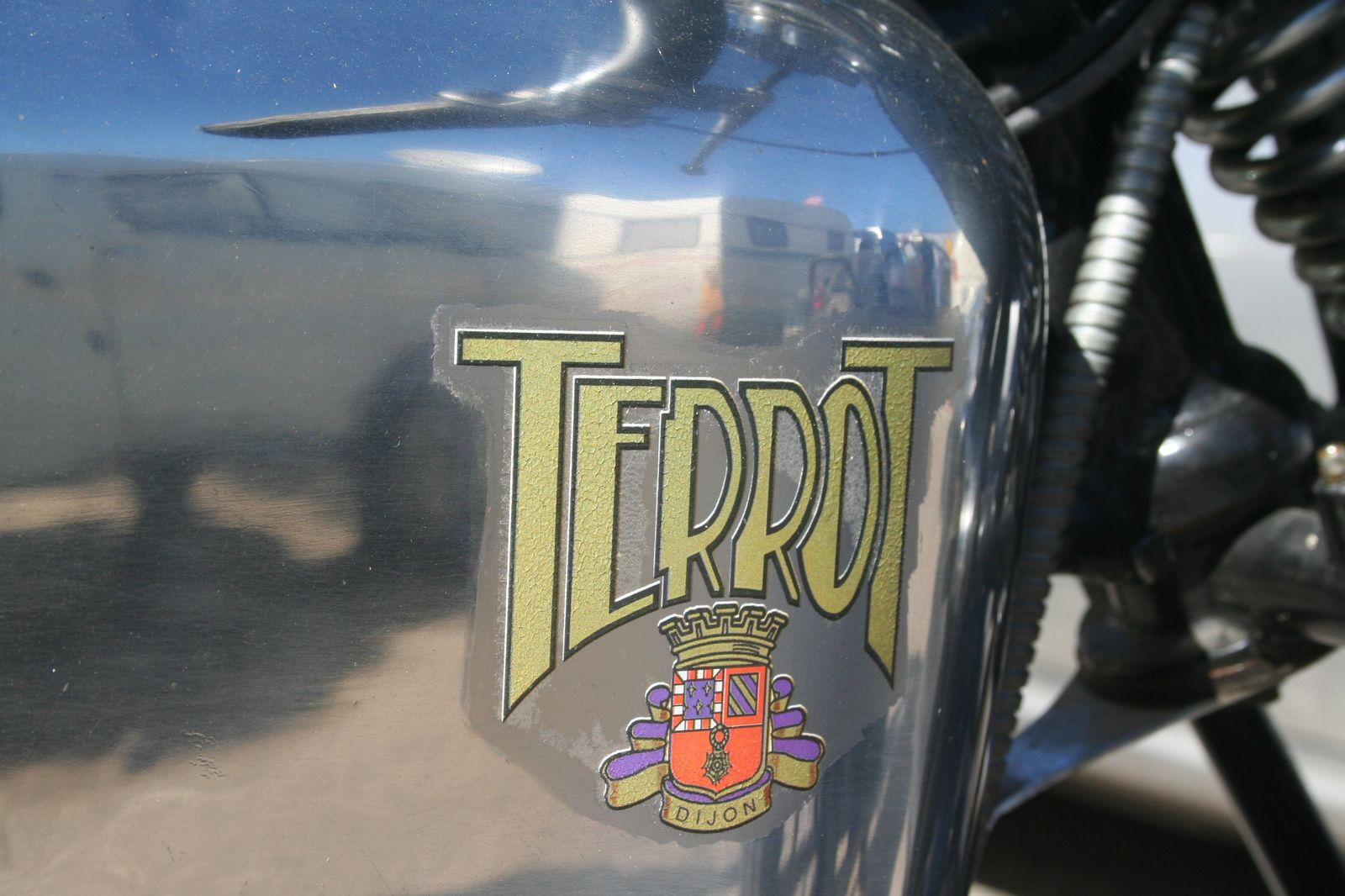
Markenlogo auf einem Motorradtank

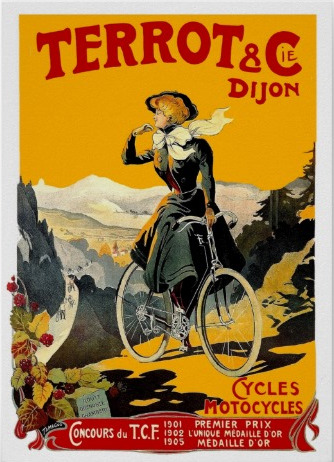
Anzeige für ein Fahrrad

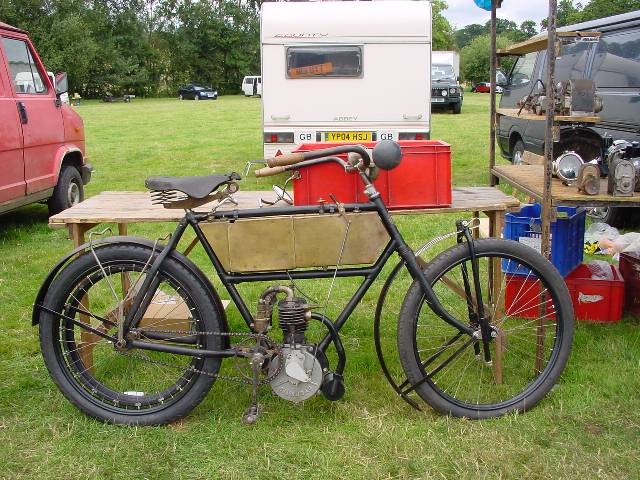
Motorrad (1904)

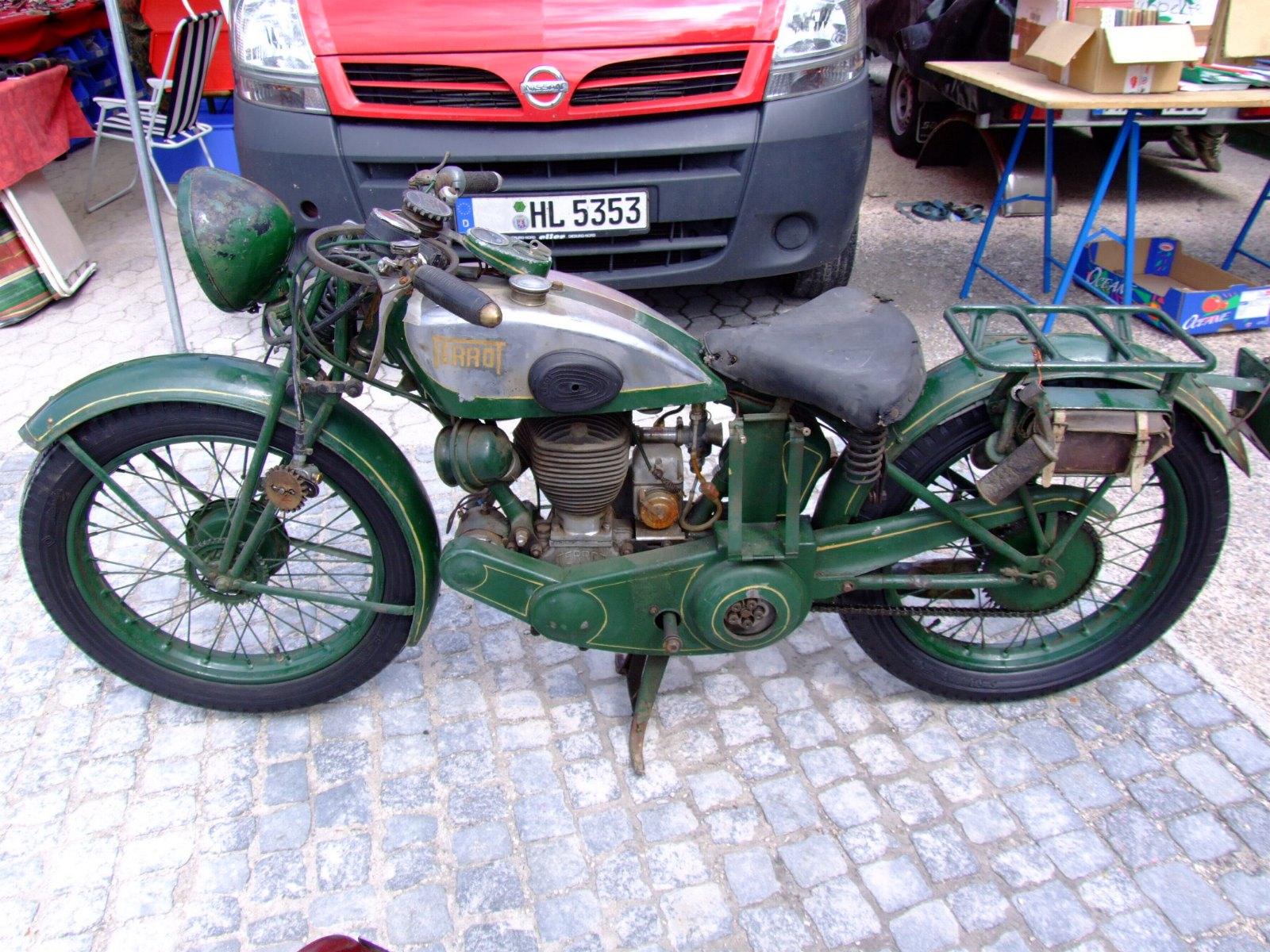
Motorrad (1931)

Die Société Anonyme des Établissements Terrot war ein französisches Unternehmen.

## Unternehmensgeschichte
Charles Terrot gründete 1887 in Dijon die Filiale Terrot & Cie seines Cannstatter Unternehmens Terrot. Die Leitung des neuen Werkes wurde seinem Sohn Franz und seinem Schwiegersohn Wilhelm Duttlinger übertragen. Da sich Schwierigkeiten ergaben, das Werk alleine mit der Produktion von Rundwirkmaschinen rentabel zu gestalten, begann 1890 zusätzlich die Produktion von Fahrrädern, später auch von Automobilen und Motorrädern. Als Folge der deutschen Niederlage im Ersten Weltkrieg wurde das Werk in Dijon enteignet und später verkauft. 1920 entstand die Société Anonyme des Établissements Terrot, mit Alfred Vurpillot an der Spitze. Im Jahr 1928 war Terrot zum größten Arbeitgeber in Dijon herangewachsen und hatte ungefähr 1500 Beschäftigte. Terrot konnte letztlich nicht gegen erfolgreichere Marken wie Peugeot und Motobécane bestehen und musste 1958 die Fabrikation einstellen. Die Mitarbeiter wurden von Automobiles Peugeot übernommen. 1961 lief die Produktion von Mopeds und Motorrädern in der Fabrik von Automoto in Saint-Étienne endgültig aus.

## Fahrzeuge

### Automobile
1900 und 1902 entstanden Kleinwagen, die allerdings nicht über den Prototypenstatus hinauskamen. Zwischen 1912 und 1914 wurden erneut Automobile produziert. Es gab die Vierzylindermodelle 8 CV mit 1244 cm³ Hubraum und 10 CV mit 1460 cm³ Hubraum. Der Motor war vorne im Fahrzeug montiert und trieb über eine Kardanwelle die Hinterachse an.
Das Auktionshaus Dorotheum versteigerte am 18. Oktober 2014 in Salzburg einen Pkw vom Type IX von 1914 für 15.120 Euro.

### Motorräder
1902 entstanden die ersten Motorräder. Es wurden drei Typen Motorräder mit unterschiedlichen Einzylinder-Einbaumotoren produziert.
1905 kamen auch Zweizylinder-Modelle hinzu. 1915 belieferte Terrot die französische Armee mit Motoretten der 500er Serie. 1921 wurde eine neue Generation von Zweirädern vorgestellt. Gerade Rahmen, breite Lenker, ein spitz zulaufender Tank und eine schwarze Lackierung mit goldenen Zierlinien prägten nun die neuen Modelle mit Zweitaktmotor. Die Typen E (mit 267 cm³ Hubraum) und L (mit 175 cm³ Hubraum) wurden vorgestellt, aus denen sich eine Vielzahl ähnlicher Modelle entwickelte, die bis in die 1930er-Jahre produziert wurden. So ging 1925 aus der E-Reihe die F-Reihe mit 250 cm³ Hubraum hervor. Ab 1923 wurde neben den Zweitaktern auch erstmals eine Modellreihe mit Viertaktmotoren vorgestellt, die bis in die 1950er-Jahre gebaut wurde. Es waren zunächst Modelle mit englischen J.A.P.-Einbaumotoren bis 350 cm³ Hubraum, 1927 kamen auch 500-cm³-Modelle hinzu. Ab 1926 wurden die ersten eigenen Viertaktmotoren eingebaut. Im Oktober 1929 verließ das hunderttausendste Motorrad das Werk.
Nach der Weltwirtschaftskrise wurden als neue Fahrzeugklasse Bicyclettes à moteur auxiliaire (Fahrräder mit Hilfsmotor) eingeführt. Im Jahr 1932 sorgte Terrot im Rennsport als dreifacher französischer Meister für Schlagzeilen, es siegten im selben Jahr Coulon in der 250er-Klasse, Boetsch in der 350er-Klasse und Gillot in der 500er-Klasse.
Vor dem Zweiten Weltkrieg wurde Terrot zum wichtigsten Lieferanten der französischen Armee. Hierfür wurden verschiedene Typen entwickelt: Der Typ GT mit Motoren von 350 bis 750 cm³, der Typ DT mit Motoren von 500 bis 750 cm³. Das Militärgespann Gnome et Rhône AX II wurde in Lizenz nachgebaut.
Im Jahr 1951 wurde relativ spät der erste Motorroller vorgestellt. Doch für Terrot blieb in den 1950er-Jahren nur der Markt für Leichtmotorräder und Mopeds, denn das Auto verdrängte das Motorrad immer mehr.